# Хрватска
Хрватска (хрв. Hrvatska), званично Република Хрватска (хрв. Republika Hrvatska), држава је у средњој и југоисточној Европи, на обали Јадранског мора. Граничи се на северозападу са Словенијом, на североистоку са Мађарском, на истоку са Србијом и на југоистоку са Босном и Херцеговниом и Црном Гором, док на западу има морску границу са Италијом. Главни и највећи град је Загреб, ког следе Сплит, Ријека и Осијек.
Хрвати су на подручје данашње Хрватске, а тада део Илирије, стигли у 6. веку. До 7. века основали су две кнежевине. Хрватска је међународно призната као независна 7. јуна 879. за време владавине кнеза Бранимира. Томислав је постао први краљ до 925, уздигавши Хрватску на статус краљевине. Током борбе за власт након краја владавине Трпимировића, Краљевина Хрватска је 1102. ушла у персоналну унију са Краљевином Угарском. Године 1527, суочен са османским освајањем, Хрватски сабор је изабрао Фердинанда  за краља. У октобру 1918. у Загребу је проглашена Држава Словенаца, Хрвата и Срба, независна од Хабзбуршке монархије, а у децембру 1918. постала је део Краљевства Срба, Хрвата и Словенаца. Након инвазије коју су спровеле силе Осовине на Краљевину Југославију у априлу 1941, већи део Хрватске је постао део марионетске Независне Државе Хрватске. Покрет отпора довео је до стварања Социјалистичке Републике Хрватске, која је након рата постала један од оснивача и саставни део Социјалистичке Федеративне Републике Југославије. Хрватска је 25. јуна 1991. прогласила независност од Југославије, а наредне четири године је вођен рат у Хрватској.
Хрватска је република и има парламентарни систем. Чланица је бројних међународних организација, међу којима су Европска унија, Еврозона, Шенгенска зона, НАТО, Уједињене нације, Савет Европе, ОЕБС, Светска трговинска организација и Унија за Медитеран, а тренутно је у процесу придруживања Организацији за економску сарадњу и развој. Као активни учесник у мировним операцијама Уједињених нација, Хрватска је допринела трупама у Међународним снагама за безбедносну помоћ. Током 2008/09. први пут је изабрана да попуни нестално место у Савету безбедности Уједињених нација
Хрватска је развијена земља са напредном привредом. Туризам је један од најзначајнијих извора прихода, са око 20 милиона туриста годишње. Од 2000-их, Влада Хрватске је уложила значајна средства у инфраструктуру, посебно у саобраћај и паневропске коридоре. Хрватска се такође позиционирала као регионални енергетски лидер почетком 2020-их и доприноси диверзификацији снабдевања енергијом у Европи путем свог плутајућег терминала за увоз течног природног гаса код острва Крк. Хрватска пружа социјално осигурање, универзалну здравствену заштиту и бесплатно основно и средње образовање.

## Историја

### Праисторија и антика
Подручје које је данас познато као Хрватска било је насељено током праисторијског периода. Фосили Неандерталца који датирају из средњег палеолита откривени су у сјеверној Хрватској, у најпознатијем и најбоље представљеним локалитетом у Крапини. Остаци неколико неолитских и енеолитских култура пронађени су широм земље. Највећи дио локалитета налази се у ријечним долинама сјеверне Хрватске, а најзначајније откривене културе су Старчевачка, Вучедолска и Баденска култура. Гвоздено доба оставило је траг кроз рану илирску Халштатску културу и келтску Латенску културу.

### Грчко и римско доба
Много касније регион су населили Илири и Либурни, док су прве грчке колоније успостављене на острвима Хвар, Корчула и Вис. У 9. години н. е. подручје данашње Хрватске постало је дио Римског царства. Цар Диоклецијан изградио је величанствену палату у Сплиту након што је абдицирао 305. године.
Током 5. вијека, један од посљедњих царева Западног римског царства, Јулије Непот, владао је својим малим царством из палате. Период се завршава аварском и хрватском инвазијом у првој половини 7. вијека и уништењем скоро свих римских палата. Римске избјеглице повукле су се на повољније локације уз обале, на острва и планине. Град Дубровник су основале избјеглице из Епидаура.
Етногенеза Хрвата је неодређена и постоји неколико супротних теорија, од којих су словенска и иранска најчешће истицане. Најприхватљивија од њих, словенска теорија, говори од сеоби Бијелих Хрвата из Бијеле Хрватске током периода Великих сеоба. Контроверзна, иранска теорија, говори о иранском поријеклу, заснованом на камену из Танаиса који садржи грчке називе Χορούαθ[ος], Χοροάθος и Χορόαθος и ти називи се тумаче као антропоними Хрвата.

### Средњи вијек
Према спису „De administrando imperio”, кога је написао византијски цар Константин VII Порфирогенит у 10. вијеку, Хрвати су се на простор данашње Хрватске доселили у 7. вијеку; међутим, та тврдња је оспорена и постоје теорије о досељењу Хрвата у 6. и 9. вијеку. На послетку су формиране двије кнежевине — Далмација и Либурнија и Панонија — којима су владали Људевит и Борна, што потврђују хронике Ајнхарда почевши од 818. године. Запис представља први документ о хрватским областима, у то вријеме вазалним државама Франачке.
Франачка надмоћ прекинута је за вријеме владавине Мислава два десетљећа касније. Према Константину VII покрштавање Хрвата почело је у 7. вијеку, али тврдња је оспорена и општа христијанизација почела је у 9. вијеку. Први домаћи хрватски владар кога је признао папа био је кнез Бранимир, који је папско признање од папе Јована VII добио 7. јуна 879. године.
Томислав је први владар кога је папа у писму ословио као краља, па се као година оснивања краљевства води 925. Томислав је спријечио угарску и бугарску инвазију, ширећи утицај хрватских владара. Краљевина Хрватска је достигла свој врхунац у 11. вијеку током владавине Петра Крешимира IV (1058—1074) и Дмитра Звонимиа (1075—1089). Са смрћу Стјепана II 1091. године, нестала је и династија Трпимировића, а угарски краљ Ладислав I исказао је претензија на хрватску круну у име своје сестре Јелене, супруге краља Дмитра Звонимира. Противљење овој претензији довело је до рата, што касније довело до уније између Угарске и Хрватске 1102. године, под влашћу Коломана.
У наредна четири вијека, Краљевином Хрватском је владао Сабор и бан кога је постављао краљ. Током овог периода расла је претња од османских освајања, као и борба са Млетачком републиком због контроле приобалним подручјима. Млеци су стекли контролу над већим дијелом Далмације 1428. године, са изузетком Дубровачке републике која је постала независна. Османска освајања довела су до битке на Крбавском пољу (1493) и Мохачке битке (1526), у којима су Османлије однијеле убједљиву побједу. Краљ Лајош II умро је несретним случајем 1526. у Мохачу и 1527. године Хрватски сабор се састао у Цетини и изабрао Фердинанда I из династије Хабзбург за новог владара Хрватске, под условом да Хрватској пружи заштиту од Османског царства поштујући њена политичка права. У овом периоду дошло је до пораста утицаја племства као што су Франкопани и Зрински, из чијих редова су касније бирани многи банови.

### Хабзбуршка монархија и Аустроугарска (1526—1918)
Након убједљивих османских побједа, Хрватска се подијели на цивилне и војне територије, са подјелом формирнаом 1538. године. Војне територије ће постати познате као Хрватска војна крајина и била је под непосредном контролом монархије. Османска напредовања у Хрватској наставила су се до битке код Сиска (1593), која је била први убједљиви османски пораз, којом су границе стабилизоване. Током Великог турског рата (1683—1698), Славонија је поврћане, али западна Босна, која је прије османских освајања била у саставу Хрватске, остала је изван хрватске контроле. Данашња граница између Босне и Херцеговине и Републике Хрватске је настала из овог исхода. Јужна граница Далмације, слично је дефинисана Кандијским и Млетачко-турским ратом.
Ратови са Османлијама довели су до великих демографских промјена. Хрвати су се селили према Аустрији и данашњи Градишћански Хрвати су непосредни потомци тих досељеника. Да би надомјестила становништво које је избјегло, Хабзбурзи су охрабривали хришћанско становништво из Босне и Србије на учешће у војној служби у Хрватској војној крајини. Миграција Срба на овај простор достигла је свој врхунац током Велике сеоба Срба 1690. и 1737—1739.
Хрватски сабор је подржао Прагматичну санкцију Карла VI и потписао своју Прагматичну санкцију 1712. године. Након тога, цар је обећао да ће поштовати све привилегије и политичка права Краљевине Хрватске и Марија Тереза је значајно доприњела хрватским питањима.
Између 1797. и 1809. године Прво француско царство постепено је заузимало цјелокупну источну обалу Јадранског мора и значајан дио њеног залеђа, чије је окончано постојање Млетачке и Дубровачке републике, а на њиховом мјесту успостављајући Илирске провинције. Као одговор на то, морнарица Аустријског царства је започела блокаду Јадранског мора која је довела до Вишке битке (1811). Аустрија је Илирске провинције заузела 1813. године, а у састав Аустријског царство подручје је укључено на Бечком конгресу 1815. године. То је довело до успостављања Краљевине Далмације и повратка Хрватског приморја у састав Краљевине Хрватске, сада под истом круном.
Тридесете и четрдесете године 19. вијека романтични национализам инспирисао је Хрватски народни препород, политичку и културно кампању која се залагала за уједињење свих Јужних Словена у царству. Основни фокус је био на стварању стандардног језика који би био противтежа мађарском језику, као и промоција хрватске књижевности и културе. Током Мађарске револуције (1848) Хрватска је стала уз Аустрију, а бан Јосип Јелачић је доприњео поразу угарских снага 1849. и започео је период германофилске политике.
Од шездесетих година 19. вијека, неуспјех политике био је очигледан, што је довело до Аустро-угарске нагодбе 1867. године и стварања персоналне уније између круна Аустријског царства и Краљевине Угарске. Нагодба је оставила питање статуса Хрватске Угарској и статус је ријешен Хрватско-угарском нагодбом 1868. године, уједињењем краљевина Хрватске и Славоније. Краљевина Далмације је остала под дефакто аустријском контролом, док је Ријека задржала статус corpus separatum уведеног 1779. године.
Након што је Аустроугарска окупирала Босну и Херцеговину након Берлинског споразума 1878. године, Хрватска војна крајина је укинута и њена територија је припојена Хрватској 1881. године, у складу са одредбама Хрватско-угарске нагодбе. Нови напори усмјерени ка реформи Аустроугарске, која би подразумјевала федерацију са хрватском федералној јединицом, заустављени су почетком Првог свјетског рата.

### Југославија (1918—1991)
Хрватски сабор је 29. октобра 1918. године прогласио независност и донио одлуку о придруживању новоствореном Држави Словенаца, Хрвата и Срба, која се заједно са Краљевином Србијом 4. децембра 1918. године ујединила у Краљевство Срба, Хрвата и Словенаца. Сабор никада није ратификовао одлуку о уједињењу са Србијом. Видовданским уставом из 1921. године земља је дефинисана као унитарна држава, а укидањем Хрватског сабора и историјских административних подјела ефикасно су прекинути хрватски захтјеви за аутономију.
Новом уставу се најоштрије противила највећа хрватска политичка странка Хрватска републиканска сељачка странка (ХРСС), на чијем челу је био Стјепан Радић, а која је у својој пропаганди користила спој националистичких и социјално-егалитарних елемената пропаганде. ХРСС се ослањала на хрватско сељаштво, које је чинило 80% становништва, међу којим је имала велику популарност. До 1925. године Радић није признавао стварање Краљевине Срба, Хрвата и Словенаца и устав усвојен 1921. године. Закони Краљевине нису спровођени у многим хрватским областима, које су сачувале административни систем насљеђен из доба Аустроугарске. Радић је 1925. године склопио споразум са Министарским савјетом, а неколико чланова ХСС су постали министри. Он је и поред тога поново остао у опозицији власти. Радића је у Скупштини 20. јуна 1928. године смртно ранио српски посланик Пуниша Рачић, а два друга посланик ХСС су убијена.
Дана 6. јануара 1929. краљ Александар I Карађорђевић је завео диктатуру у којој су забрањене све националне странке и онемогућен сваки легални политички рад. У таквим околностима, краљ Александар Карађорђевић је 6. јануара 1929. године распустио Скупштину, објавивши устав из 1921. године неважећим и прогласивши краљевску диктатуру, при томе забрањујући сва националистичка удружења. Диктатура је формално завршена 1931. када је краљ наметнуо још унитарнији устав и промијенио име земље у Краљевина Југославија. ХСС, сада на челу са Влатком Мачеком, наставио је да заговара федерализацију Југославије, што је резултовало споразумом Цветковић—Мачек 26. августа 1939. године и стварањем Бановине Хрватске. Министарски савјет Југославије је задржао контролу над одбраном, унутрашњом сигурношћу, спољном политиком, трговином и транспортом, док су остала питања тада под надлежност Хрватског сабора и бана кога је постављао краљ.
Силе Осовине су извршиле инвазију, окупацију и подјелу Краљевине Југославије у априлу 1941. године. Велићи дио данашње Републике Хрватске, цијела Босна и Херцеговина и цио Срем припали су Независној Држави Хрватској (НДХ), осовинској марионетској држави. Дио Далмације је анектирала Италија, а Међимурје и Барању је анектирала Мађарска. Власт у НДХ водио је Анте Павелић и хрватски фашистички Усташки покрет.
Ускоро се јавља покрет отпора. У близини Сиска је 22. јуна 1941. године формиран је Сисачки партизански одред, прва формирана војна јединица покрета отпора у окупираној Европи. Одред је био почетак југословенској партизанског покрета, комунистичког мултиетничког антифашистичког покрета којег је предводио Јосип Броз Тито. Покрет је убрзано растао и на Техеранској конференцији у децембру 1943. године партизани су признати од Савезника.
Уз помоћ Савезника у логистици, опреми, обуци и ваздушним ударима, као и уз помоћ совјетских снага које су учествовале у Београдској операцији 1944. године, партизани су стекли контролу над Југославијом и граничним областима са Италијом и Аустријом у мају 1945. године. Политичка тежња партизанској покрета истакнута је на Земаљском антифашистичком вијећу народног ослобођења Хрватске, које је развијено 1943. године као носилац хрватске државности, а касније је 1945. трансформисано у Народни сабор Хрватске, док је Антифашистичко вијеће народног ослобођења Југославије било његов пандан на југословенском нивоу.
Током Другог светског рата (1941—1945), су уз помоћ Немачке основале Независну Државу Хрватску. Усташе су током своје владавине извршиле бројне злочине и геноцид над Србима, Јеврејима и Ромима, као и на политичким противницима квислиншком режиму независно од њихове националности. Још у лето 1941. усташка власт, коју је предводио поглавник Анте Павелић, основала је концентрационе логоре за мучење и убијање цивила, највише Срба, Јевреја и Рома. Логори који су били познати по свом броју жртава као и начину мучења људи су: Јасеновац, Јадовно, Даница, Госпић, Тења, Стара Градишка, Ђаково и др. НДХ је једина држава која је имала концентрационе логоре за децу у Јастребарску. Процењује се да је усташка власт током 1941—1945. убила више стотина хиљада Срба на територији НДХ.
У првим месецима постојања НДХ на њеној територији јавила су се два покрета отпора. Један је био четнички, који је предводио прво Мане Роквић, а касније војвода Момчило Ђујић; и други партизански покрет који је предводила Комунистичка Партија Југославије на челу са Титом.
Након пораза НДХ, Хрватска је организована у једну од шест република нове социјалистичке Југославије. Социјалистичка Хрватска је основана у Топуском за Трећем заседању ЗАВНОХ-а, маја 1944. Касније 1946. године СР Хрватска је добила нови Устав који је имао два равноправна конститутивна народа: Хрвати и Срби, уз националне мањине као што су: Мађари, Италијани, Чеси, Русини и Украјинци. Друштвено-економско уређење је било социјалистичко.
Скупштина СФРЈ је још крајем 1989. донела амандмане на Устав Југославије, којима је омогућен вишепартијски систем. Што је довело до тога да се почетком 1990. оснивају нове странке у Југославији. Априла и маја 1990. године у СР Хрватској су одржани вишестраначки избори где је победила опција ХДЗ и њен председник Фрањо Туђман. Од октобра 1990. ХДЗ и нова власт у Загребу су покренули илегалан увоз наоружања за потребе чланова ХОС, ХДЗ и резервног састава МУП-а Хрватске. Циљ је био протерати Србе из Хрватске.

### Независност (1991—данас)
Након пада комунизма у СФРЈ, власт ХДЗ-а у Хрватској од 1990. добила је подршку већине Хрвата и одузела права сувереног народа Србима у Социјалистичкој републици Хрватској и изменама устава прогласили су Србе за мањину у децембру 1990. Следеће, 1991. влада ХДЗ-а прогласила је независност од СФРЈ, али Срби на подручјима где су били већина у Крајини, Барањи и другим деловима некадашње Социјалистичке републике Хрватске стварали су своје аутономне области и покушали су остати део Југославије, или остати у истој држави са Србима из Републике Србије. али влада ХДЗ-а није допустила да Срби створе своју републику на подручју где су били већина и почео је рата у Хрватској (1991—1995) између нове државе Хрватске и Срба на делу територије дотадашње југословенске републике Хрватске, организованих у Републику Српску Крајину. Хрватска је током рата постала чланица Уједињених нација, 1992. Уз помоћ НАТО-а, Рат је окончан победом Хрватске у августу 1995. а припајањем територија Републике Српске Крајине настала је модерна Република Хрватска. Истовремено, протеривањем стотина хиљада, али и убијањем великог броја Срба из Хрватске у операцијама Олуја и Бљесак према неким мишљењима модерна Република Хрватска је довршавала геноцид над Србима који је започела НДХ. Поред ова два већа погрома, преко Хрватске војске и полиције, Хрватска је извршила и низ мањих акција прогона српског и другог нехрватског становништва: Масленица, Медачки џеп, Миљевачки плато итд, а значајно прогоњење Срба током рата извршено је и у следећим градовима: Задар, Шибеник, Сисак, Вуковар, Осијек, Ђаково, Загреб, Сплит, Дубровник, Винковци и др.

## Географија

### Положај
Хрватска се налази у југоисточној Европи на Балканском полуострву. Територија Хрватске заузима приближно 87.700 km², од којих је 56.592 km² на копну и око 31.067 на мору. Њен облик подсећа на потковицу, а граничи се са Словенијом на северозападу, Мађарском на северу, Србијом на истоку, Црном Гором на југу, Босном и Херцеговином дуж реке Саве и Динарског планинског масива и Италијом преко Јадранског мора. Мали део територије око града Дубровника Хрватске је одвојен од матице делом којим Босна и Херцеговина излази на Јадран, где је град Неум.
Укупна дужина копнених граница Хрватске је 2197 km, од тога је граница са Босном и Херцеговином 932 km, 670 km са Словенијом, 329 km са Мађарском, 241 km са Србијом и 25 km са Црном Гором. На северном Јадрану додирују се територијалне воде Хрватске и Италије. Дужина јадранске обале је 1778 km (рачунајући острва 6176 km).

### Геологија и рељеф
Према клими и рељефу, Хрватска се може поделити у три целине: континенталну, динарску и јадранску.
Панонска Хрватска заузима југозападни део Панонске низије, прошаран ниским планинама и рекама Савом, Дравом и Дунавом. У овом делу земље влада умерена континентална клима. Ова област се може даље поделити на северну Хрватску и Славонију. Северна Хрватска заузима део око реке Купе до мађарске границе и чине га: део око река Саве и Купе са градовима Загреб, Карловац и Сисак који је економски и демографски центар државе, Хрватско Загорје и Прекомурје између река Драве и Муре. Славонија је равница између Саве, Драве и Дунава, а често се у њу убрајају Барања (око доњег тока Драве) и Западни Срем.
Динарске планине спадају у ред средњих планина по висини и граница су између Јадранског и Црноморског слива. Овај део укључује брдски део Горског Котара од Ријеке до Карловца, долине Лику и Крбаву између планине Велебит и босанско-херцеговачке границе, као и планине Далмације (Динара (1.831 m), Камешница (1.809 m), Биоково (1.762 m) и Свилаја (1.508 m)).
Јадрански обални део се састоји углавном од крашких предела и има медитеранску климу. Јадранска обала Хрватске је изузетно разуђена. Хрватској припада 1246 острва, од којих је 47 насељено. Ширина обалског дела значајно варира. Док је на неким местима широка тек неколико километара (испод Велебита и Биокова), на неким местима залази дубље у копно. Велики део хрватских река које се уливају у Јадранско море је кратко, а једини изузетак је Неретва.
Историјски се обални део може поделити у три региона:
- Истра - полуострво на северозападу Хрватске
- Хрватско Приморје - између Ријеке и Сења са Кварнерским острвима.
- Далмација - разуђена обала Јадранског мора јужно од околине Задра, са бројним острвима и брдским залеђем и историјски важним градовима као што су Шибеник, Сплит и Дубровник.

### Воде
Реке Хрватске припадају Јадранском и Црноморском сливу. Најдуже реке су Сава (562 km), Драва (305 km), Купа (296 km). У приморском дијелу "копнени рељеф одликује мали број водених токова Мирна, Раша, Зрмања, Крка, Цетина и Неретва; то је последица кречњачког састава стена,  које су водни токови усекли кањоне као што су Лимска драга, канал Раше, Јабланички (Шибенски), Бакарски залив и др., који се на копну продужују као удолине, а у мору као канали, као на ушћу Неретве, Цетине, Крке и Раше. Са колебањем нивоа мора током ледених и међуледених доба, на морској обали дошло је до веома разноликих појава - од језерских трагова и "фјордова" од отапања глечера (Лимски канал, Вранско језеро и др.) до трагова абразије и наслага песка-прапора на острву Сусак, наноса у околини Задра, делте на ушћу Неретве, Мирне, Цетине и Раше. Речне кањоне и понорнице окружују простране заравни као око Цетине, затим Личко, Гацко, Имотско поље, Рујно на Велебиту (800 м) и др." Источни делови територије карактеристични су по томе што су завале међусобно спојене у долини системом међуречја Саве и Драве. Воде из завале средње Хрватске због непропусних наслага тешко отичу, те их у току кишних периода плаве, заједно са Савом. Након леденог доба Сава и Драва примале су много воде и шљунка и таложиле га у коритима и око њега или усецале терасе.

### Клима
Хрватска има разнолику климу. На северном и и источном делу је континентална, медитеранска на обалама, а умерено континентална клима преовлађује у северно-централном региону. Просечна температура у унутрашњости у јануару је 0 до 2 °C, а у августу 19 до 23 °C, док је просечна температура у приморју од 6 до 11 °C у јануару и 21 до 27 °C августу.
С просечно 2.600 сунчаних сати у години јадранска обала је једна од најсунчанијих у Средоземљу, а температура мора лети је од 25 °C до 27 °C. На Јадранског обали Хрватске дувају три ветра: југо (са мора на копно), бура (са копна на море) и маестрал.

### Флора и фауна
Флора и фауна Хрватске је разноврсна. Примјера ради, Жумберачка гора је станиште за више од 1.000 биљних врста, од којих је 14 врста глобално угрожено, а још 90 их се налази на листи угрожених биљака Хрватске. У приморским предјелима гдје преовладавају борови и зеленгорично дрвеће према словенској страни, у близини Свете Гере се налази прашума гдје се на већим површинама могу наћи и храст китњак и граб, те храст медунац и црни граб. Ту су своје станиште пронашле и угрожене врсте хрватска перуника и благајев ликовац..

### Национални паркови
У Хрватској постоји 8 националних паркова:
| Име                       | Основан | Величина () | Слика                          |
| ------------------------- | ------- | ----------- | ------------------------------ |
| Плитвичка језера          | 1949.   | 29.685,15   |                                |
| Национални парк Пакленица | 1949.   | 8.500       |                                |
| Национални парк Рисњак    | 1953.   | 3.041       |                                |
| Национални парк Мљет      | 1960.   | 5.375       |                                |
| Национални парк Корнати   | 1980.   | 22.000      |                                |
| Национални парк Бриони    | 1983.   | 3.390       |                                |
| Национални парк Крка      | 1985.   | 10.900      | Водопад Скрадински бук на Крки |
| Северни Велебит           | 1999.   | 10.900      |                                |

## Административна подела
Хрватска се састоји од 20 жупанија и једног града као посебне територијалне јединице:
|    | Жупаније                        | Главни град    |
| -- | ------------------------------- | -------------- |
| 1  | Загребачка жупанија             | Загреб         |
| 2  | Крапинско-загорска жупанија     | Крапина        |
| 3  | Сисачко-мославачка жупанија     | Сисак          |
| 4  | Карловачка жупанија             | Карловац       |
| 5  | Вараждинска жупанија            | Вараждин       |
| 6  | Копривничко-крижевачка жупанија | Копривница     |
| 7  | Бјеловарско-билогорска жупанија | Бјеловар       |
| 8  | Приморско-горанска жупанија     | Ријека         |
| 9  | Личко-сењска жупанија           | Госпић         |
| 10 | Вировитичко-подравска жупанија  | Вировитица     |
| 11 | Пожешко-славонска жупанија      | Пожега         |
| 12 | Бродско-посавска жупанија       | Славонски Брод |
| 13 | Задарска жупанија               | Задар          |
| 14 | Осјечко-барањска жупанија       | Осијек         |
| 15 | Шибенско-книнска жупанија       | Шибеник        |
| 16 | Вуковарско-сремска жупанија     | Вуковар        |
| 17 | Сплитско-далматинска жупанија   | Сплит          |
| 18 | Истарска жупанија               | Пула           |
| 19 | Дубровачко-неретванска жупанија | Дубровник      |
| 20 | Међимурска жупанија             | Чаковец        |
| 21 | Град Загреб                     | Загреб         |

## Демографија
Према попису из 2021. било је 3.871.833 становника, што представља велики пад у односу на попис из 2011. када је било 4.284.889 људи. Густина насељености била је 72,9 становника по квадратном километру, што Хрватску чини једном од најређе насељених држава у Европи. Укупан очекивани животни век у Хрватској при рођењу био је 77,7 година.
Укупна стопа плодности је 1,46 деце по мајци, што представља једну од најнижих на свету. Стопа смртности у Хрватској континуирано је премашивала стопу наталитета од 1998. Хрватска последично има једну од најстаријих популација на свету, са просечном старошћу од 45,1 година. Стопа природног прираштаја је негативна, а демографска транзиција је завршена 1970-их. Последњих година, Хрватска је била под притиском да повећа квоте дозвола за стране раднике, достигавши рекордних 68.100 током 2019. године. У складу са својом имиграционом политиком, Хрватска покушава да привуче емигранте да се врате. Од 2008. до 2018. становништво Хрватске је опало за 10%.
Рат у Хрватској је знатно утицао на пад броја становника. Рат је раселио велики број становништва, а емиграција се повећала. Током последњих дана рата, око 200.000 Срба је побегло пре доласка хрватских снага током операције Олуја. Након рата, број расељених лица је пао на око 250.000. Већину територија напуштених током рата населили су Хрвати из Босне и Херцеговине.
Према попису из 2021. већину становника чине Хрвати (91,6%), затим следе Срби (3,2%), Бошњаци (0,62%), Роми (0,46%), Албанци (0,36%), Италијани (0,36%), Мађари (0,27%), Чеси (0,20%), Словенци (0,20%), Словаци (0,10%), Македонци (0,09%), Немци (0,09%), Црногорци (0,08%) и остали (1,56%). Приближно 4 милиона Хрвата живи у хрватској дијаспори.

### Највећи градови
| Највећи градови у Хрватској Извор: Попис 2021. | Највећи градови у Хрватској Извор: Попис 2021. | Највећи градови у Хрватској Извор: Попис 2021. | Највећи градови у Хрватској Извор: Попис 2021. | Највећи градови у Хрватској Извор: Попис 2021. | Највећи градови у Хрватској Извор: Попис 2021. | Највећи градови у Хрватској Извор: Попис 2021. | Највећи градови у Хрватској Извор: Попис 2021. | Највећи градови у Хрватској Извор: Попис 2021. | Највећи градови у Хрватској Извор: Попис 2021. |
|                                                | №                                              | Град                                           | Жупанија                                       | Популација                                     | №                                              | Град                                           | Жупанија                                       | Популација                                     |                                                |
| ---------------------------------------------- | ---------------------------------------------- | ---------------------------------------------- | ---------------------------------------------- | ---------------------------------------------- | ---------------------------------------------- | ---------------------------------------------- | ---------------------------------------------- | ---------------------------------------------- | ---------------------------------------------- |
| Загреб Сплит                                   | 1.                                             | Загреб                                         | Град Загреб                                    | 663.592                                        | 11.                                            | Велика Горица                                  | Загребачка                                     | 30.036                                         | Ријека Осијек                                  |
| Загреб Сплит                                   | 2.                                             | Сплит                                          | Сплитско-далматинска                           | 149.830                                        | 12.                                            | Винковци                                       | Вуковарско-сремска                             | 28.111                                         | Ријека Осијек                                  |
| Загреб Сплит                                   | 3.                                             | Ријека                                         | Приморско-горанска                             | 107.964                                        | 13.                                            | Сисак                                          | Сисачко-мославачка                             | 27.859                                         | Ријека Осијек                                  |
| Загреб Сплит                                   | 4.                                             | Осијек                                         | Осјечко-барањска                               | 75.535                                         | 14.                                            | Дубровник                                      | Дубровачко-неретванска                         | 26.922                                         | Ријека Осијек                                  |
| Загреб Сплит                                   | 5.                                             | Задар                                          | Задарска                                       | 67.309                                         | 15.                                            | Бјеловар                                       | Бјеловарско-билогорска                         | 24.392                                         | Ријека Осијек                                  |
| Загреб Сплит                                   | 6.                                             | Пула                                           | Истарска                                       | 52.220                                         | 16.                                            | Копривница                                     | Копривничко-крижевачка                         | 22.262                                         | Ријека Осијек                                  |
| Загреб Сплит                                   | 7.                                             | Славонски Брод                                 | Бродско-посавска                               | 45.005                                         | 17.                                            | Вуковар                                        | Вуковарско-сремска                             | 22.255                                         | Ријека Осијек                                  |
| Загреб Сплит                                   | 8.                                             | Карловац                                       | Карловачка                                     | 41.869                                         | 18.                                            | Солин                                          | Сплитско-далматинска                           | 20.996                                         | Ријека Осијек                                  |
| Загреб Сплит                                   | 9.                                             | Вараждин                                       | Вараждинска                                    | 36.187                                         | 19.                                            | Запрешић                                       | Загребачка                                     | 18.768                                         | Ријека Осијек                                  |
| Загреб Сплит                                   | 10.                                            | Шибеник                                        | Шибенско-книнска                               | 31.115                                         | 20.                                            | Пожега                                         | Бродско-посавска                               | 16.867                                         | Ријека Осијек                                  |

### Религија
Хрватска нема службену религију. Слобода вероисповести је уставно право које штити све верске заједнице као једнаке пред законом и сматра их одвојеним од државе.
Према попису из 2021. око 87,39% људи се изјашњава као хришћани, а од њих католици чине највећу групу са 78,97% становништва, након чега следе православци (3,32%), протестантизам (0,26%) и остали хришћани (4,83%). Највећа религија после хришћанства је ислам (1,32%). Око 4,71% становништва се изјашњава као нерелигиозно.

### Језици
Хрватски језик је службени језик Хрватске и један од службених језика Европске уније од 2013. када је Хрватска приступила ЕУ. Хрватски је заменио латински језик као службени језик у Хрватској током 19. века. Након Бечког књижевног договора из 1850. године, српскохрватски језик је прошао кроз реформе како би се створио јединствени језик, који је под различитим називима постао службени језик Југославије. Током сецесионистичког Хрватског пролећа донета је Декларација о називу и положају хрватског књижевног језика. Од стицања независности почетком 1990-их, Хрватска је усвојила хрватски као службени језик и регулише га кроз језичке прописе. Дугогодишњу тежњу за развојем сопствених израза и тиме обогаћивањем језика, за разлику од усвајања страних решења у облику позајмљеница, лингвисти су описали као хрватски језички пуризам.
Према попису из 2021. око 95,25% грађана се изјаснило да им је хрватски матерњи језик, а око 1,16% се изјаснило за српски као матерњи језик, док ниједан други језик не достиже 0,26%. Хрватски је део јужнословенских језика и пише се латиничним писмом. На територији Хрватске говоре се три главна дијалекта, а стандардни хрватски језик је заснован на штокавском дијалекту. Чакавски и кајкавски дијалекти се разликују од штокавског по лексици, фонологији и синтакси.

### Образовање
Од 2021. стопа писмености у Хрватској је била 99,45%. Основно образовање у Хрватској почиње са шест или седам година и састоји се од осам разреда. Године 2007. усвојен је Закон о повећању бесплатног, необавезног образовања до 18 година. Обавезно образовање састоји се од осам разреда основне школе. Средње образовање се пружа у гимназијама и стручним школама. Основно и средње образовање је доступно и на језицима признатих мањина у Хрватској.
Хрватска има више државних и приватних универзитета. Свеучилиште у Задру, први универзитет у Хрватској, основан је 1396. и остао је активан до 1807. када су га преузеле друге високошколске установе све до оснивања обновљеног Универзитета у Задру током 2002. Свеучилиште у Загребу, основано 1669. године, најстарији је континуирано активни универзитет у југоисточној Европи.
Међу научним институтима који делују у Хрватској, највећи је Институт Руђер Бошковић у Загребу. Хрватска академија знаности и умјетности у Загребу је учено друштво које промовише језик, културу, уметност и науку од свог оснивања 1866. Европска инвестициона банка је обезбедила дигиталну инфраструктуру и опрему за око 150 основних и средњих школа у Хрватској. Двадесет ових школа добило је специјализовану помоћ у виду опреме, софтвера и услуга како би им се помогло да интегришу наставне и административне операције.

## Политика
Од усвајања устава 1990, Хрватска је парламентарна демократија.
Председник Републике Хрватске се бира сваке пете године. Он је уједно и врховни командант оружаних снага. Обавеза му је да врши састанке са премијером и представницима парламента. Има и одређену улогу у дефинисању спољне политике државе. Тренутни председник Хрватске је Зоран Милановић.
Хрватски сабор је законодавно тело које чини 160 посланика изабраних на то место на четири године. Заседања Сабора се одржава од 15. јануара до 15. јула, и од 15. септембра до 15. децембра. Председник Хрватског сабора је Гордан Јандроковић из Хрватске демократске заједнице.
Влада Хрватске је вођена од стране председника Владе (премијера), који има 4 потпредседника и 15 министара различитих ресора. Влада је одговорна за располагање буџетом, примењивање закона и руковођење домаће и иностране политике републике. Садашњи премијер Хрватске је Андреј Пленковић из Хрватске демократске заједнице.
Хрватски правни систем се састоји од Врховног суда, Жупанијских судова и општинских судова. Уставни суд је одговоран за регуларно спровођење устава.
Према извештају Амнести Интернашонал, Влада Хрватске није учинила довољан напор да истражи наводе о ратним злочинима над Србима и нестанцима Срба. Под овим се подразумева: испитивање ратне одговорности, извођење пред правду одговорних лица и репарација породицама жртава. У закључку се наводи да Хрватска није урадила довољно да се обрачуна са својом ратном прошлошћу и злочинима над Србима почињеним током рата.
Осим дискриминације, током 2006. године догодили су се бомбашки напади, као и убиства припадника српске мањине.

## Привреда
Хрватска привреда се темељи на капитализму. Касних 80-их, на почетку транзиције из социјалистичке привреде, њена позиција је била на завидном нивоу, али су рат и приватизација довели до стагнирања и пропадања дела индустрије.
Хрватска привреда се темељи на разноликим гранама привреде, нарочито на лакој. Туризам је најзначајнији извор прихода. С више од 8.500.000 туриста 2005. и приближно 10.000.000 туриста 2006. Хрватска је осамнаесто туристичко одредиште на свету по популарности. Директна зарада само од туризма износила је 2006. године, према званичној процени 6,3 милијарде евра.
Хрватска је високо задужена земља са око 34 милијарди долара дуга средином 2006, 33,4 милијарде евра или 52 милијарде долара 2008 и 42,9 милијарди евра крајем 2009.
Бруто домаћи производ по куповној моћи за 2005. износио је 12.158 долара или 45,2% просека Европске уније, а просечна нето плата око 650 евра.
Главни проблем је структурална незапосленост која је крајем 2006 износила 17%, праћена недовољним економским реформама. Проблеми привреде се такође могу наћи и у друштвеним предузећима која теже за приватизацијом што је главна карактеристика транзиционе привреде.
Хрватска има огроман спољни дуг, и велики буџетски дефицит, који је успела значајно да смањи током 2006. године. Привредни раст у Хрватској је првих шест година 21. века стабилизован на 4-5%, земља се припрема за чланство у Европској унији која је најзначајнији трговински партнер. Италија је први, а Немачка други трговински партнер Хрватске. Од 1. априла 2009. године Хрватска је пуноправна чланица НАТО-а.
Хрватски пензионери примају најмање пензије у Европској унији и 2025. сваки шести пензионер је био у ризику од сиромаштва.

## Туризам
Туризам је у Хрватској је врло развијен, делимично због њене дугачке морске обале и добро очуваних приморских градова из времена ренесансе. Туризам у унутрашњости земље, осим главног града Загреба, барокног града Вараждина и неколико средњовековних замака, је слабије развијен. У држави се налази и осам националних паркова.

## Саобраћај
Хрватска се налази на раскрсници паневропских коридора 5 (јадранска обала-Украјина) и 10 (средња Европа-Турска). Хрватска има развијену железничку мрежу, којом управљају Хрватске жељезнице.
Главни аеродроми се налазе у Загребу, Задру, Сплиту, Дубровнику, Ријеци (на острву Крк), Осијеку и Пули. Кроација ерлајнс је национални авио-превозник. Развијен систем ферибота, којим управља Јадролинија, опслужује острва Хрватске и повезује их са приморским градовима. Фериботи такође саобраћају до Италије.

## Култура
Шест градова у Хрватској (или одређене грађевине у њима) уврштени су у УНЕСКО-в списак светске баштине: Пореч, Задар, Шибеник, Трогир, Сплит и Дубровник. Хрватска има и осам националних паркова: Бриони, Корнати, Крка, Мљет, Пакленица, Плитвичка језера, Рисњак и Северни Велебит.
Значајни хрватски вајари су били Јурај Далматинац и Иван Мештровић. Међу сликарима се издвајају Влахо Буковац и Иван Генералић. Иван Мажуранић, Аугуст Шеноа и Мирослав Крлежа се сматрају класицима хрватске књижевности, која баштини и ренесансно-барокну Дубровачку књижевност.

### Музика
Музика у Хрватској се развијала под утицајем медитеранске музике, музике из централне Европе и музике са Балканског полуострва. У Славонији су тамбураши део традиције, док су клапе традиционалне на приморју. За динарске крајеве су карактеристичне песме зване ганге и музички стилови шијавица и ојкавица, у Истри је популарна пентатонска истарска лествица, а у околини Дубровника плес линђо.
У Хрватској је популарна рок и поп музика, док турбофолк музика постаје популарнија код младих. Група Рива је победила на Песми Евровизије 1989, а Песма Евровизије 1990. је одржана у Загребу.
Хрватски групе и певачи забавне музике су традиционално популарни у целом региону. У време СФРЈ то су били: Мишо Ковач, Арсен Дедић, Тереза Кесовија, Оливер Драгојевић, групе Магазин и Нови фосили. У новију генерацију хрватских музичара спадају: Дорис Драговић, Вана, Борис Новковић, Џибони и Северина Вучковић.
Легенде хрватског рока су групе Азра, Прљаво казалиште, Парни ваљак и Хаустор.

### Филм
Филмска уметност у Хрватској нема дугачку традицију као у осталим суседним централноевропским земљама. Озбиљан почетак филмске уметности почео је са успоном југословенске филмске индустрије крајем 1940-их оснивањем Јадран филма. Позната је Загребачка школа цртаног филма, а цртани филм настао под утицајем те школе је „Сурогат“ Душана Вукотића, који је освојио Оскара за најбољи кратки анимирани филм. У пулској арени се од 1953. одржава Фестивал играног филма.
Најпознатији редитељи из Хрватске су Бранко Бауер, Лордан Зафрановић и Винко Брешан.

## Спорт
Популарни спортови у Хрватској су фудбал, тенис, кошарка, ватерполо и рукомет. Загреб је био домаћин Универзијаде 1987, а Сплит Мадитеранских игара 1979. Хрватска је заједно са Мађарском конкурисала за домаћина Европско првенство у фудбалу 2012, али га није добила. Загреб је са Београдом био коорганизатор Европског првенства у фудбалу 1976.
Фудбалска репрезентација Хрватске је освојила треће место на Светском првенству 1998, а Давор Шукер је био најбољи стрелац тог првенства док су на Светском првенству 2018 су били вицепрваци. Кошаркашка репрезентација је освојила треће место на Светском првенству 1994, друго место на Олимпијским играма 1992. и два пута је била трећа на Европским првенствима. Рукометна репрезентација Хрватске је два пута била олимпијски победник (1996. и 2004) и првак света 2003. Ватерполо репрезентација Хрватске је 2007. године била светски првак. Дејвис куп репрезентација Хрватске је освојила овај турнир 2005.
Најпознатији фудбалски клубови из Хрватске су НК Динамо Загреб и НК Хајдук Сплит. Кошаркаши Цибоне су два пута били прваци Европе, док је Југопластика три године узастопно била првак Европе. Ватерполо клубови Младост и Југ су седмоструки, односно троструки прваци Европе.
Најпознатији спортисти из Хрватске су тенисер Горан Иванишевић, скијашица Јаница Костелић, атлетичарка Бланка Влашић, пливачи Гордан Кожуљ, Дује Драгања, Сања Јовановић и Ђурђица Бједов, кошаркаши Крешимир Ћосић, Дражен Петровић, Тони Кукоч и Дино Рађа, боксери Жељко Мавровић и Мате Парлов, стонотенисерка Тамара Борош и фудбалери Лука Модрић, Иван Ракитић, Давор Шукер и Марио Манџукић

## Празници
Празници и нерадни дан у Републици Хрватској су:
| Датум                | Назив                                |
| -------------------- | ------------------------------------ |
| 1. јануар            | Нова година                          |
| 6. јануар            | Света три краља                      |
| дан након Ускрса     | Ускрсни понедјељак                   |
| 1. мај               | Празник рада                         |
| 60 дана након Ускрса | Тијелово                             |
| 22. јун              | Дан антифашистичке борбе             |
| 25. јун              | Дан државности                       |
| 5. август            | Дан побједе и домовинске захвалности |
| 15. август           | Велика Госпа                         |
| 8. октобар           | Дан независноти                      |
| 1. новембар          | Сви свети                            |
| 25. и 26. децембар   | Божићни празници                     |